# Stathmopoda xanthodesma
Stathmopoda xanthodesma is een vlinder uit de familie Stathmopodidae. De wetenschappelijke naam van de soort is voor het eerst geldig gepubliceerd in 1931 door Meyrick.